# US Savoia 1908
US Savoia 1908 is een Italiaanse voetbalclub uit de stad Torre Annunziata. De club werd opgericht in 1908 en werd genoemd naar de Italiaanse koninklijke familie. US Savoia 1908 werd in het seizoen 1923/24 bijna Italiaans landskampioen, maar verloor van Genoa CFC. Sindsdien volgden er vele promoties en degradaties tussen de Serie B en de Promozione. De club speelt in het wit/zwart, en het thuisstadion is Stadio Giraud.

## Historie
De club werd in 1908 opgericht als Unione Sportiva Savoia en werd genoemd naar de Italiaanse koninklijke familie (Savoye). In 1919/20 nam de club voor het eerst deel aan het landskampioenschap maar werd in de voorrondes van de provincie Campania uitgeschakeld. Twee seizoenen later ging het al beter met een tweede plaats. Het volgende seizoen werd Savoia groepswinnaar met vier punten voorsprong op Internaples. Na een nieuwe groepszege in de halve finale bereikte Savoia de finale om de Zuid-Italiaanse titel, daarin was Lazio Roma echter te sterk. In 1923/24 bereikte Savoia opnieuw de finale en won deze van Alba Roma en stond zo tegenover Genoa CFC, de kampioen van Noord-Italië, in de strijd om de Italiaanse titel. Genoa won de heenwedstrijd met 3-1, de terugwedstrijd eindigde gelijk en Genoa werd lanskampioen. In het volgende seizoen was de halve finale het eindstation voor de club, het was tevens de laatste keer dat de club meespeelde op het niveau van de hoogste klasse.
In 1945 promoveerde de club naar de Serie B onder de nieuwe naam US Torrese en speelde daar tot 1948. In de jaren 50 werd de naam AC Savoia 1908 aangenomen maar sportief gezien ging het minder goed met degradaties naar de Serie D en zelfs Promozione. Na twee opeenvolgende promoties in 1964 en 1965 keerde de club terug naar de Serie C al was dit slechts voor één seizoen.
Voor seizoen 1978/79 werd de Serie C gesplitst in een Serie C1 en Serie C2 en Savoia werd geselecteerd voor de Serie C2 en speelde daar tot 1982. Acht jaar later keerde de club terug en promoveerde in 1995 via play-offs naar de Serie C1. In 1999 plaatste de club zich ook voor de play-offs om te promoveren naar Serie B en schakelde onder andere Palermo uit. Ondanks een goede start in de Serie B kwam de club terecht in een crisis en degradeerde. Na seizoen 2000/01 werd de club opgeheven. Internapoli, een team dat in de Eccellenza speelde ging akkoord om te verhuizen naar Torre Annunziata en veranderde de naam in Intersavoia en promoveerde al snel naar de Serie D waarna de huidige naam aangenomen werd.

## Erelijst
Italiaans landskampioenschap
- Vice-Landskampioen: 1924

Kampioenschap Zuid-Italië
- Winnaar: 1924

## Bekende (oud-)spelers

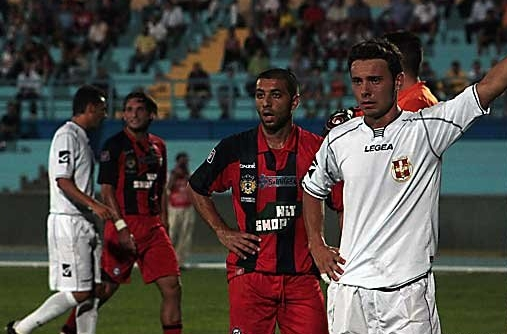
Savoia in de Coppa Italia tegen Cosenza (seizoen 2008-2009).

| - Gaetano De Rosa - Generoso Rossi - Simone Tiribocchi - Giulio Migliaccio - Bobbio - Antonio Marasco - Alberto Savino - Paolo Baldieri |  | - Mauro Briano - Eupremio Carruezzo - Daniele De Vezze - Giuseppe Di Bari - Stefano Ghirardello - Attilio Gregori - Sandro Porchia - Cristiano Masitto |